# Vivienne Medrano
Vivienne Medrano, nota anche con lo pseudonimo di VivziePop (Frederick, 28 ottobre 1992), è un'animatrice, regista, produttrice televisiva, doppiatrice e YouTuber statunitense.
È conosciuta principalmente per essere la creatrice delle serie animate musicali Hazbin Hotel e Helluva Boss, nonché del webcomic ZooPhobia.

## Biografia
Vivienne Medrano è nata a Frederick, Maryland, in una famiglia di origine salvadoregno-americana. Ha sviluppato l'interesse per l'animazione dopo aver visto Bambi, iniziando ad usare programmi grafici come MS Paint già in terza elementare. La serie animata di Nickelodeon Invader Zim ha avuto una notevole influenza nei suoi primi lavori.
Medrano è stata cresciuta da presbiteriana, e da piccola ha messo in discussione diverse storie della Bibbia, in particolare Adamo ed Eva e le storie su Lucifero.
Nel settembre 2010 si è trasferita a New York per frequentare la School of Visual Arts, dove si è diplomata nell'agosto 2014. Durante il periodo scolastico inoltre, nel 2011, ha lavorato come assistente alla commedia dell'orrore di Zach Bellissimo Blanderstein! per svolgere una tesi.
Successivamente ha lavorato come animatrice freelance fino al 2016.

## Carriera

### Pubblicazioni online
Medrano ha aperto il suo primo canale YouTube, “xZoOPhobiAx”, poco dopo l'inizio della scuola pubblicando animatics di quello che, nel 2012, sarebbe diventato il suo primo webcomic, ZooPhobia. Nello stesso anno ha aperto un secondo canale YouTube con quello che in seguito sarebbe divenuto il suo pseudonimo ufficiale, “VivziePop”, pubblicando fanwork e creazioni originali che, in breve, l'hanno portata a costruirsi un pubblico numeroso e appassionato.
Il primo cortometraggio animato diretto dalla Medrano, Son of 666 è uscito nel 2013, mentre l'anno successivo per la sua tesi ha diretto il film animato Timber vincendo il Dusty Award per i "risultati eccezionali nell'animazione dei personaggi". Sia la colonna sonora che il titolo del film sono ispirate all'omonima canzone di Pitbull e Kesha. L'ottobre del 2014 ha realizzato un videoclip animato per la canzone di Kesha Die Young, accumulando oltre 50 milioni di visualizzazioni nei successivi cinque anni ed ottenendo di conseguenza una discreta notorietà online per le animazioni condivise nel suo canale.
Nel 2016 smise di lavorare al suo Webcomic ZooPhobia lasciandolo incompleto per dedicarsi completamente allo sviluppo del progetto di Hazbin Hotel, serie animata prodotta tramite crowdfunding su Patreon.
Tra il 2017 e il 2019 ha lavorato come animatrice e character designer  per la serie di DreamWorks Animation Television Too Loud, esperienza di cui si è definita deliziata.

### SpindleHorse Toons
Nel 2018 Medrano ha fondato lo studio di animazione SpindleHorse Toons, sotto cui ha prodotto diversi cortometraggi animati, l'episodio pilota di Hazbin Hotel e la webserie Helluva Boss. Nella società la Medrano riveste il ruolo di regista, sceneggiatrice e character designer. In un'intervista con Cartoon Brew, Medrano ha dichiarato che Hazbin Hotel è stato prodotto con le donazioni fatte su Patreon piuttosto che gli introiti dovuti all'algoritmo di YouTube. Lo studio Horseless Cowboy ha assistito Medrano nel casting della prima stagione di Helluva Boss, con Richard Steven Horvitz in veste di direttore del doppiaggio. Cartoon Brew l'ha descritta come «un esempio di successo nell'animazione indipendente».
Nell'ottobre 2019, sul canale YouTube di Medrano è stato pubblicato l'episodio pilota di Hazbin Hotel, mentre il mese successivo quello di Helluva Boss e, nel luglio 2020, il videoclip della canzone di Silva Hound Addict per promuovere Hazbin Hotel che, il mese seguente, è stato preso da A24 per produrre una serie completa. Tale scelta venne definita "un passo coraggioso" da Animation Magazine mentre, nel 2023, lo studioso Ben Mitchell ha definito Hazbin Hotel e Helluva Boss serie «sensazionalmente popolari» nonché un uso efficace di Patreon per sovvenzionare l'arte dello spettacolo attraverso «pagamenti mensili a scaglioni».
Il 30 settembre 2020 Medrano ha rilasciato il cortometraggio animato Bad Luck Jack, basato sul webcomic ZooPhobia, nominato all'Ursa Major Awards nella categoria "miglior opera drammatica", venendo anche raccomandato sul sito ufficiale del premio.
A marzo 2021 Medrano è diventata partner della società di gestione Redefine Entertainment di Jairo Alvarado, Tony Gil e Max Goldfarb.

## Progetti incompiuti/cancellati
Prima di Hazbin hotel e Helluva Boss, Medrano aveva avuto diversi altri progetti, alcuni dei quali sono stati cancellati, messi da parte o  rielaborati per altri suoi progetti.

### ZooPhobia
Medrano realizzò una serie webcomic nel 2012, intitolata Zoophobia. Il fumetto parla di Cameron, una ragazza molto timida che in una disperata ricerca di un lavoro si ritrova a fare da Psicologa in una scuola di un mondo fantasy abitata da animali parlanti, antropomorfi, semi-antropomorfi, creature mitologiche, del Folklore e molto altro. La serie doveva avere più di 100 personaggi ed era pianificata ad avere 10 volumi, di cui solo uno venne realizzato (tra l'altro incompleto). Il primo sarebbe stato una presentazione sui personaggi principali, quelli successivi avrebbero parlato di musica, temi Dark, mitologia e atro. Un volume in particolare doveva trattare di angeli e demoni, il quale venne poi rielaborato per creare le serie Hazbin hotel e il suo spin-off Helluva boss. Il fumetto venne interrotto nel 2016, e Medrano spiegò il motivo un anno dopo in un video nel suo canale YouTube, dove spiegò che aveva perso la sua concentrazione sulla serie, e che ci sono tantissimi errori e buchi di trama a cui non aveva fatto caso e che quindi avrebbe interrotto la serie. Tuttavia aggiunse che il progetto non è stato cancellato ma è stato messo da parte per essere rielaborato in futuro, aggiungendo anche che potrebbe rifarla in una serie animata. nonostante il progetto sia stato interrotto, Medrano realizzò comunque dei video musicali con i personaggi del fumetto e due cortometraggi: “The Son of 666” e “Bad Luck Jack”.

### The Spider Brothers(cortometraggio)
Nel 2013 Medrano per la sua tesi cominciò a disegnare i progetti per un cortometraggio noir sulla mafia intitolato “the Spider Brothers”. Sul corto si sa poco, ma sarebbe dovuto essere uno standalone, ambientato in una New York di animali antropomorfi e avrebbe dovuto avere come protagonisti: Arackniss e Angel Dust, due fratelli ragni antropomorfi mafiosi italoamericani. Il corto tuttavia venne cancellato quando Medrano andò molto fiera del personaggio di Angel, decidendo di tenerselo per qualcosa di più grande, aggiungendo che fosse un progetto troppo complicato da realizzare, realizzando al suo posto il cortometraggio “Timber”. In seguito decise che avrebbe inserito i due fratelli ragni mafiosi in uno dei volumi mai realizzati del webcomic ZooPhobia. Facendo di Angel il fidanzato di Vaggie, un altro personaggio, realizzando anche una gif animata che fungeva da Test, dove si vede Angel attratto da Vaggie e che vorrebbe baciarla. Alla fine decise di spostare i tre personaggi (Vaggie compresa) e molti altri nella serie Hazbin hotel. In questa serie cambiò molto il design di Angel facendolo passare da un mafioso ad una pornostar e prostituto dall’aspetto femminile. Cambiò anche la sua relazione con Vaggie facendola diventare la fidanzata di Charlie, la protagonista. Mentre Arackniss fa un brevissimo Cameo nell'episodio finale della prima stagione della serie Ma riapparirà in seguito in quelle successive.

### Allison (cortometraggio)
Durante un annuncio speciale dei 200 000 iscritti sul suo canale YouTube, Medrano dichiarò di lavorare a un cortometraggio di 22 minuti intitolato Allison, ispirato ad Alice nel paese delle meraviglie. Aggiunse che sarebbe stato un musical che avrebbe trattato sulla depressione e la perdita. Il progetto tuttavia non venne mai realizzato.

### Timber(serie)
Dopo il successo del cortometraggio Timber, Medrano decise di realizzarne un secondo, in seguito però cambiò idea decidendo di farne una serie animata, dichiarando che a differenza delle due serie incentrate sull'inferno e ZooPhobia che erano per un pubblico di adulti, quella di Timber sarebbe stata fatta per un pubblico più giovane. Tuttavia la realizzazione di questa serie venne interrotta dopo che Medrano dichiarò di essere stata truffata da una casa di produzione anonima con cui aveva collaborato per realizzare il progetto, di conseguenza la serie sarebbe stata messa da parte.

### Classic(cortometraggio)
Medrano voleva realizzare un cortometraggio intitolato “Classic”, secondo quanto riportato, il corto avrebbe raccontato la storia ispirata a molti suoi film preferiti di una regista che con l’aiuto dei suoi amici non si arrende a fare il film dei suoi sogni. Medrano aggiunse che sarebbe stato adorato dai fan di ZooPhobia per la presenza di animali antropomorfi e canzoni. Il corto tuttavia non venne mai realizzato.

### The Secret Heart of Kiki(serie)
nel luglio del 2014, mentre stava lavorando al suo webcomic ZooPhobia, Medrano annunciò su Tumblr un nuovo progetto a cui stava lavorando, con una sceneggiatura scritta da lei e un certo Drew Ford (non si sa chi sia questa persona, ma si può ipotizzare che sia un amico). Il progetto si chiamava “The Secret Heart of Kiki” e nella sceneggiatura erano comprese illustrazioni e informazioni sulla serie, i suoi personaggi, gli episodi e di cosa avrebbe trattato; una scatola maledetta viene aperta, sprigionando un'infinità di mostri che invadono una città. Ma Kiki, la protagonista della serie, assieme al suo amico scienziato, lavoreranno insieme per fermare i mostri e sigillare la scatola maledetta. Col tempo però, Medrano smise di parlare e portare aggiornamenti sulla serie, che finì per non venire mai realizzata. Secondo lo YouTuber AyyLmao, che ha fatto un video sulla vicenda, Medrano potrebbe aver cancellato il progetto o averlo messo da parte per dedicarsi a Hazbin Hotel e Helluva Boss.

## Vita privata
Medrano è apertamente bisessuale. In un'intervista successiva all'uscita di Hazbin Hotel su Prime Video, nel gennaio 2024, si è descritta come «una donna queer su Internet che ha creato qualcosa di popolare» e ha dichiarato di identificarsi nel proprio personaggio, Charlie Stella del Mattino, poiché sono entrambe nella posizione di «combattere battaglie in salita solo per far esistere i nostri sogni» sostenendo però che Charlie sia più «coraggiosa, determinata ed energica». In precedenza, la Medrano si è definita una "orgogliosa e focosa latina" sui social media, sostenendo che Vaggie sia il personaggio con cui si relaziona di più e che lei e Charlie le sembrano entrambe parti di sé stessa.

## Filmografia

### Regista

#### Cortometraggi
- The Son of 666 (2013)
- Timber (2014)
- Most Wonderful Time (of the year) (2014)
- Holidaze (2019)
- Bad Luck Jack (2020)

#### Televisione
- Hazbin Hotel (2019-in corso)

### Animatrice
- Too Loud (2017-2019)

### Webserie
- Helluva Boss (2019-in corso)
- Ollie and Scoops (2019-in corso)
- Eddsworld (2021)

### Videoclip
- Polkamania!, "Weird Al" Yankovic (2024)

### Doppiatrice
- Helluva Boss - serie animata, 7 episodi (2019-in corso)
- Ollie & Scoops - serie animata, 4 episodi (2019-in corso)
- Eddsworld - serie animata, episodio 6×04 (2021)
- Normal British Series - serie animata, episodio 1×02 (2022)